# کالشات
کالشات یک دهکده ساحلی در همپشر، انگلستان، در گوشه غربی ساوتهمپتون واتر است، جایی که به سولنت می‌پیوندد.

## تاریخ
در سال ۱۵۳۹، هنری هشتم دستور ساخت قلعه کالشات را در انتهای کالشات اسپیت داد تا از بندر ساوتهمپتون در برابر حمله دفاع کند. اهمیت استراتژیک آن تا به امروز ادامه دارد و هنوز هم حضور نظامی در کالشات وجود دارد، اگرچه قلعه دیگر یک قلعه سرنشین دار نیست.
کالشات به دلیل نقشش در توسعه هواپیما و قایق‌های پرنده قابل توجه است. در سال ۱۹۱۳، ارتش پرواز سلطنتی ایستگاه هوایی کالشات نیروی دریایی (که بعدها به نام RNAS Calshot و RAF Calshot شناخته شد) در انتهای کالشات اسپیت تأسیس کرد. همچنین در یک نقطه محل زندگی لارنس عربستان بود.
ایستگاه قایق نجات کالشات در سال ۱۹۷۰ توسط مؤسسه قایق نجات سلطنتی ملی (RNLI) تأسیس شد.

### ارتباط با جزیره «تریستان دا کونا»
پس از فوران آتشفشانی در سال ۱۹۶۱، جمعیت جزایر تریستان دا کونا به کالشات تخلیه شدند. بسیاری از تخلیه‌شدگان رشد کردند، کودکانی که در مدارس محلی تحصیل می‌کردند و بزرگسالان در انواع مشاغل و کشتی‌های محلی مشغول به کار شدند. با این حال، مشکلاتی پیش آمد: یکی از بزرگان جزیره، نجیب‌زاده‌ای معلول به نام ایان بوتلا، مورد سرقت قرار گرفت، ساکنان جزیره از اپیدمی آنفولانزا مصونیت نداشتند، و همچنین مجبور شدند زمستان سخت ۱۹۶۲–۱۹۶۳ را تحمل کنند. بیشتر اهالی جزیره به خانه بازگشتند، اما برخی از خانواده‌ها تصمیم گرفتند بمانند و در یک اجتماع نزدیک با محوریت مجموعه ای متشکل از ۵۰ خانه به نام Tristan Close باقی بمانند. کسانی که به تریستان دا کونا بازگشتند، نام بندر را به کالشات هاربور تغییر دادند، پس از خانه موقت خود.

## امروز

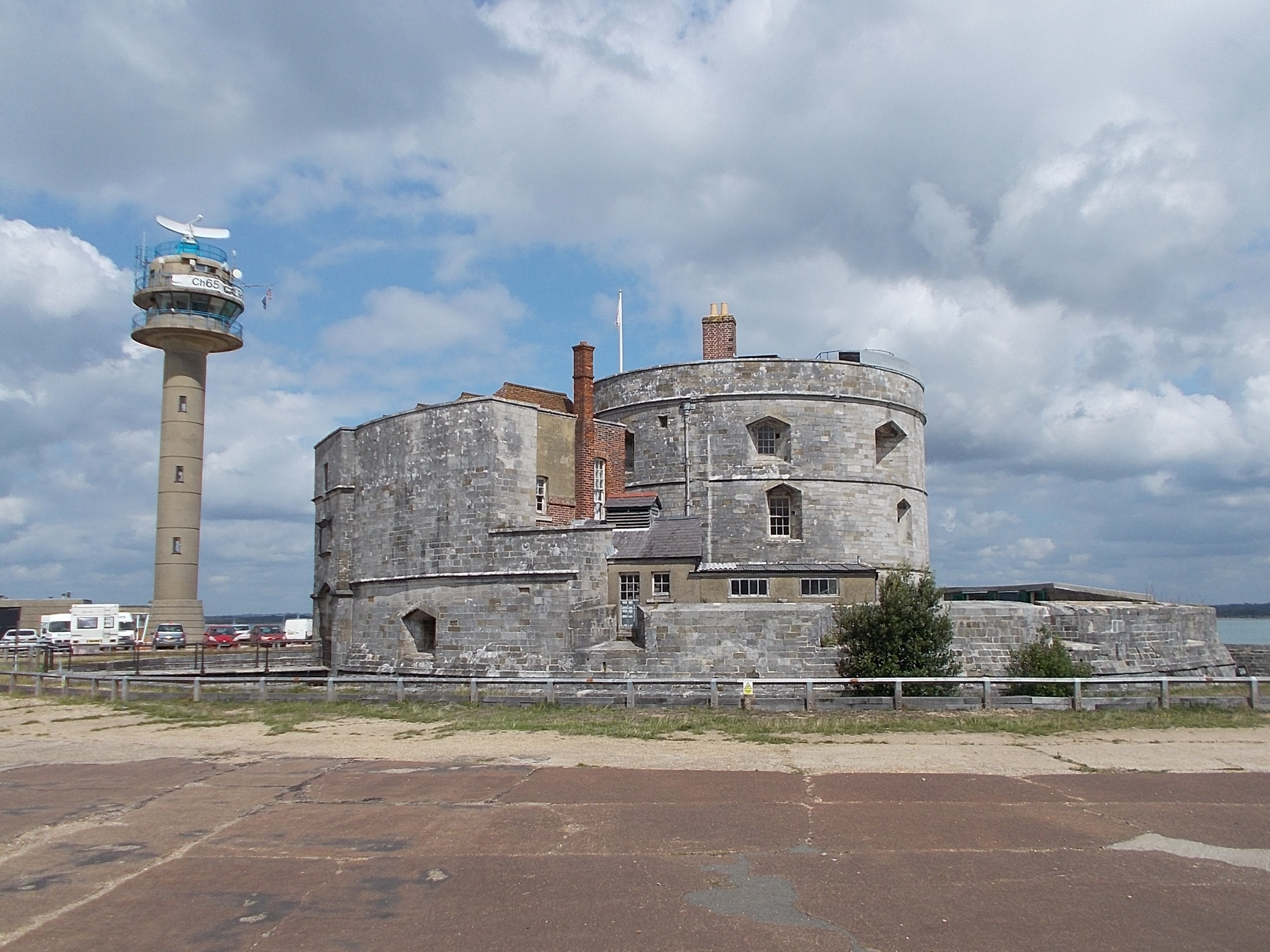
قلعه کالشات و برج گارد ساحلی

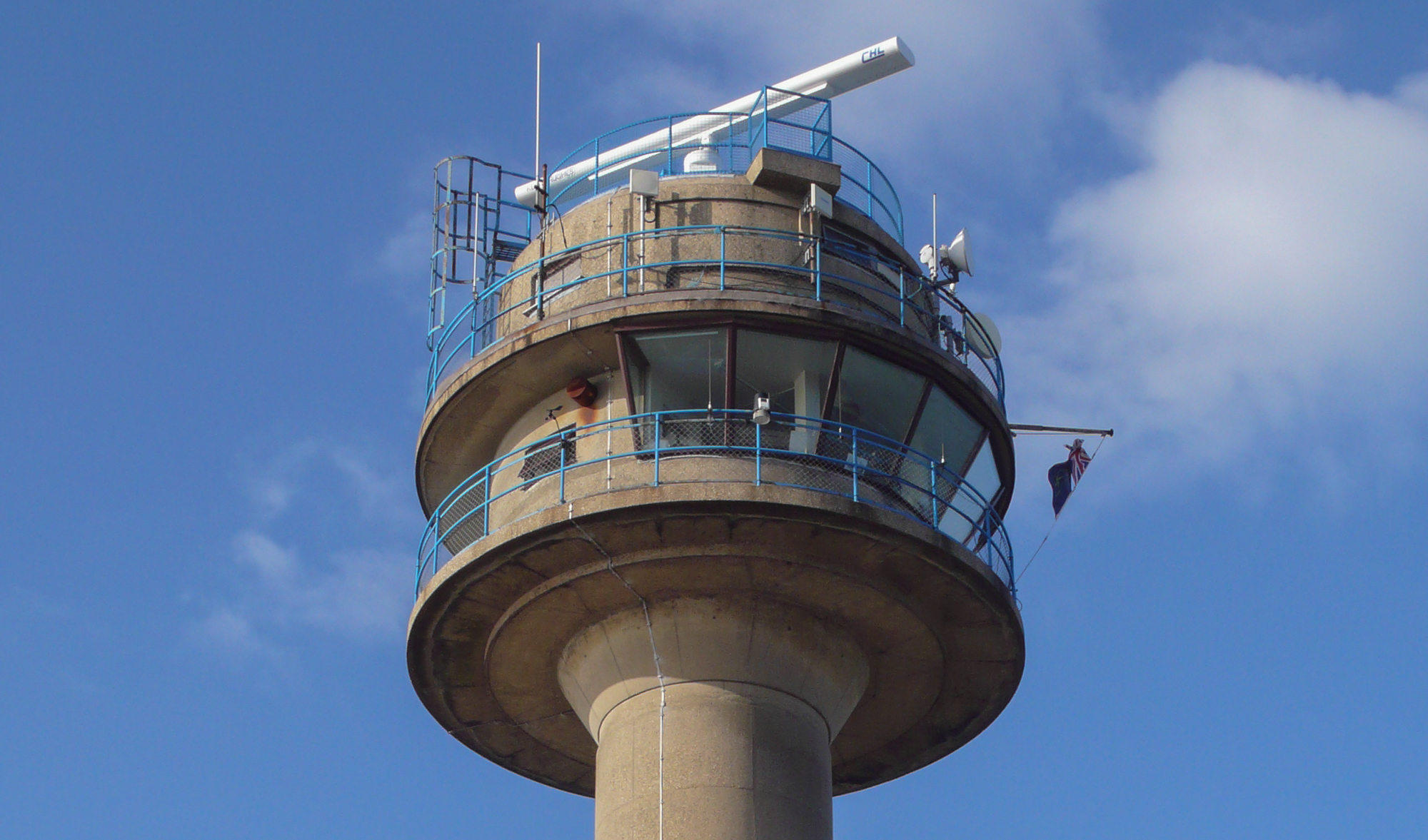
نمای نزدیک NCI – برج کالشات

آشیانه اصلی قایق‌های پرنده جنگ جهانی دوم به عنوان مرکز فعالیت برای ورزش‌های آبی (از جمله کایت موج سواری)، کوهنوردی، اسنوبورد و دوچرخه سواری در مسیر باقی مانده است. یک مسیر سرپوشیده کوچک، یک پیست اسکی خشک، و امکاناتی برای کوهنوردی و بولدرینگ وجود دارد. نمرات صعود از حدود ۳ تا گاه به گاه ۸a متفاوت است. این مرکز دوره‌های اقامتی و بازدیدکننده را ارائه می‌دهد.
در کنار آشیانه یک تفرجگاه قایق قرار دارد. جاده تقرب از سمت زمینی می‌گذرد و تعداد زیادی کلبه ساحلی وجود دارد.

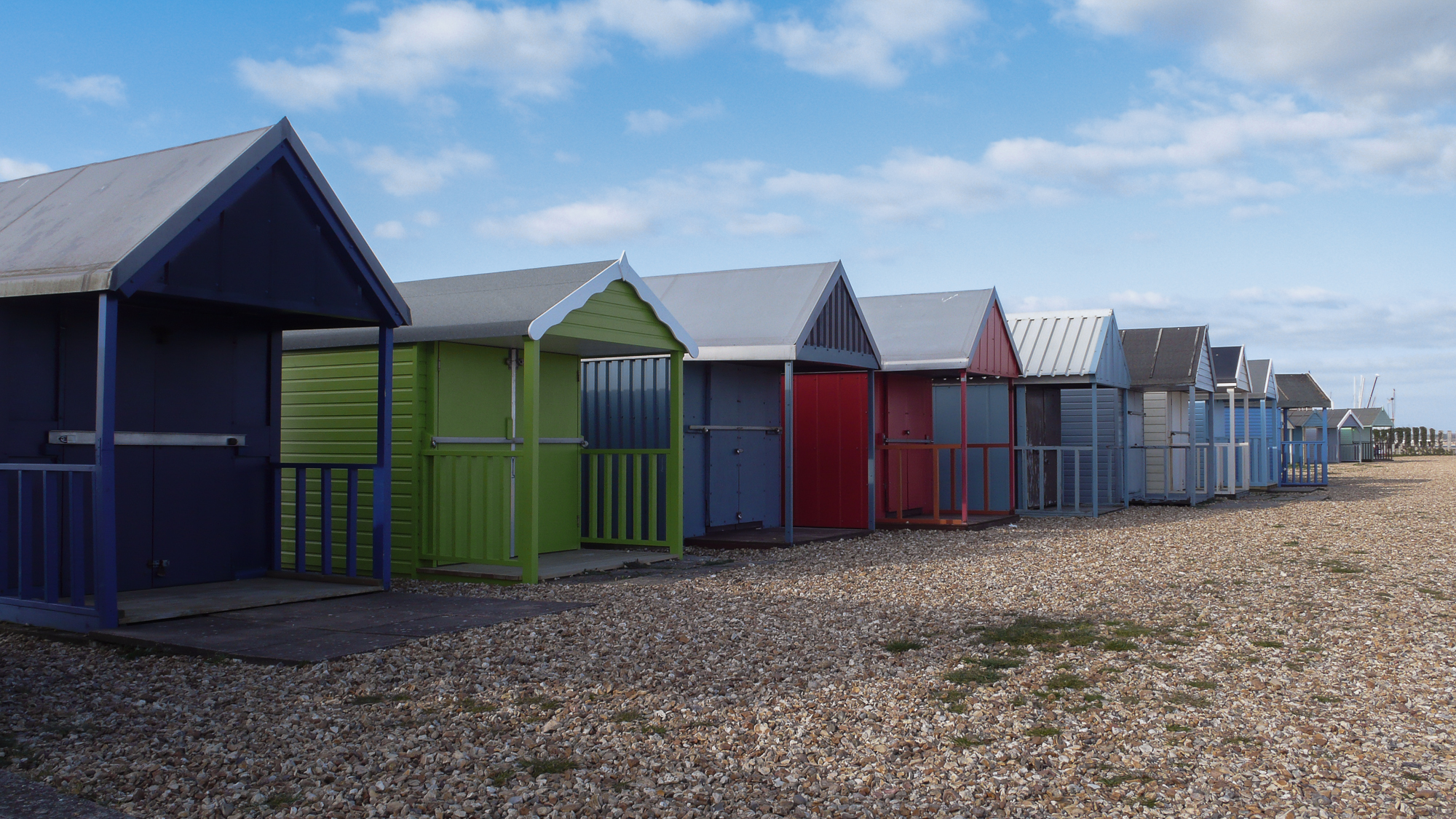
ردیف کلبه‌های ساحلی در کالشات

اسپیت شامل یک ساختار سنگریزه چخماق به طول حدود یک مایل است. بین آن و ساحل اصلی منطقه باتلاقی نمکی با انبوهی از حیات وحش و پرندگان قرار دارد. نیروگاه فاولی که در نزدیکی آن قرار داشت، آب خنک‌کننده را به آب‌های کم عمق اطراف ساحل کالشات تخلیه کرد و این منجر به گزارش‌هایی از جذب گونه‌های آب گرم به سولنت شد. بررسی دستورالعمل زیست‌گاه‌ها در مورد رضایت‌نامه‌ها برای منطقه حفاظتی ویژه دریایی سولنت (SAC) در واقع آلودگی حرارتی را در منطقه جزر و مدی در ساحل غربی ساوتهمپتون واتر شناسایی کرد، اما احتمالاً از بیش از این یک منبع باشد. حفاری برای نیروگاه نزدیک، سطوح زمین مدفون از دوره نوسنگی را کشف کرد.